# Gerperga
Gerberga (vagy Gerperga), I. Karlmann frank király felesége.

## Élete
Származása nem ismert. Néha Desiderius longobárd király lányának tartják, összekeverve sógornőjével, Desideratával, aki Nagy Károly felesége volt egy rövid ideig. Karlmann, a Frank Birodalom keleti felének királya vette feleségül és két fiuk született, akik közül az idősebbet Pippinnek hívták. Férje 771 decemberében meghalt, országát annak bátyja, Nagy Károly annektálta. Gerberga gyerekeivel együtt Desiderius udvarába menekült, ami a frank-longobárd kapcsolatok további romlásához vezetett, és előre vetítette a paviai csatát. 